# Tercera Filípica
La Tercera Filípica (Φιλιππικός Γ') es un discurso escrito y pronunciado por el político y escritor ateniense Demóstenes en el año 341 a. C. Constituye el tercer discurso que el político dirige contra la figura de Filipo II de Macedonia.

## Trasfondo histórico
En 343 a. C., el ejército macedonio fue llevado hacia la región de Epiro, y un año más tarde, Filipo llevó su actividad militar hacia Tracia. Cuando ese ejército se aproximó al Quersoneso, los atenienses se pusieron nerviosos y comenzaron a temer por el futuro de la colonia que tenían ahí asentada, Anfípolis. En respuesta, un general ateniense llamado Diopites asoló el distrito marítimo de Tracia en una ofensiva que provocaría la ira de Filipo. El Rey mandó una carta a Atenas exigiendo la retirada inmediata de las tropas atenienses de Cardia, región ocupada por el ejército macedonio. Debido a todo ello, la Ekklesía (Asamblea del pueblo) se reunió en Atenas, y Demóstenes pronunció el discurso titulado Sobre el Quersoneso, con el que logró convencer a sus conciudadanos de que no retirasen el ejército de Diopites.

## Contenido del discurso
Ese mismo año, Demóstenes pronunció la Tercera Filípica, en la que dio rienda suelta a todo su poder de elocuencia, a la vez que exigía que se tomasen acciones contra Filipo y hacía un llamamiento a los ciudadanos atenienses para que entregasen la energía que llevaban dentro. Macedonia y Atenas eran ya, de hecho, facciones en guerra, puesto que los atenienses eran quienes financiaban a Diopeites, que era quien estaba atacando a las ciudades aliadas con los macedonios. Demóstenes defendía, además, que era Filipo quien había violado la Paz de Filócrates, y que Atenas sólo defendía sus legítimos derechos.

## Valoraciones
La Tercera Filípica es considerado como el mejor de todos los discursos políticos de Demóstenes, debido a su estilo apasionado y evocador. Desde el momento en el que pronunció la Tercera Filípica, Demóstenes se impulsó al lugar reservado al político de mayor influencia de Atenas, y en el amo de la arena política de ese momento. Toma la ofensiva y ataca a la facción pacifista y promacedonia, encabezada por Esquines. En la Tercera Filípica, el líder de la facción antimacedonia da la señal para la rebelión ateniense contra el poder de Filipo.